# 悦城龙母祖庙
悦城龙母祖庙（古称博泉庙、五龙庙，又称孝通庙）位于中国广东省肇庆市德庆县悦城镇悦城河与西江交汇处，是祀奉龙母蒲媪的庙宇。1989年公布为广东省文物保护单位；2001年列为第五批全国重点文物保护单位。
龙母庙始建年代不详，綜合明清時期編纂的《廣東通志》、《德慶州志》、《龍母廟志》等地方志記載，唐代龍母祖廟已經有一定規模，有诗人前來題詠。现存建筑基本为清光绪年间建，1983年后重修，总占地1.3万平方米，主要建筑有牌楼、山门、香亭、正殿、妆楼、东裕堂、西客厅、八角碑亭、龙母墓、程溪书院等，主体建筑为砖、木、石结构，工艺精湛，是岭南古建筑的典范。